# Cleome rostrata
Cleome rostrata là một loài thực vật có hoa trong họ Màng màng. Loài này được Bobrov mô tả khoa học đầu tiên năm 1939.